# SISI-Test
Der SISI-Test (Short Increment Sensitivity Index) ist eine audiometrische Methode der Hals-Nasen-Ohrenheilkunde, mit der die Erkennbarkeit kleiner Lautstärkeschwankungen untersucht wird. Da die Lautstärkeschwankungen über der Hörschwelle angeboten werden, zählt der SISI-Test zur überschwelligen Audiometrie. Der Test erlaubt Rückschlüsse auf das Vorliegen eines Recruitments und damit auf den Ort der Schädigung bei einer Schallempfindungsschwerhörigkeit. Der Test beruht wie der Lüscher-Test auf der bei einer cochleären Schallempfindungsschwerhörigkeit (bezogen auf die Hörschwelle) erhöhten Erkennbarkeit kleiner Intensitätsschwankungen im Vergleich zum Normalhörenden. Der Test stellt gegenüber dem Lüscher-Test eine methodische Vereinfachung dar, die den Testvorgang für Untersuchten und Untersucher gleichermaßen erheblich erleichtert. 
Der Test wurde von James Jerger und Mitarbeitern 1959 entwickelt.

## Untersuchungsvorgang
Zur Durchführung des Tests ist ein Tonaudiometer erforderlich, das ausgehend von einem beliebig wählbaren Lautstärkepegel in Abständen von 5 Sekunden eine Lautstärkeerhöhung von 1 dB mit der Dauer von einer Viertelsekunde anbieten kann. Es werden 20 solche Lautstärkeerhöhungen (Inkremente) 20 dB über der individuellen Hörschwelle angeboten. Der Proband hat die Aufgabe, jede erkannte Lautstärkeänderung durch Knopfdruck oder Zeichen anzugeben.

## Untersuchungsergebnis
Der Normalhörende kann 20 dB über der Hörschwelle Intensitätsänderungen von 1 dB nicht erkennen. Ein Patient mit einer cochleären Schallempfindungsschwerhörigkeit, also mit einer Schädigung der Haarzellen in der Schnecke, kann solche Lautstärkeerhöhungen 20 dB über der Hörschwelle jedoch meist mit großer Sicherheit erkennen, wenn das Ausmaß der Hörstörung mindestens 40 dB beträgt. Der SISI-Test ist also erst ab einem Hörverlust von 40 dB oder mehr aussagekräftig, eine Messung bei einer Hörschwelle unter 40 dB ist daher nicht sinnvoll. Bei Vorliegen einer retrocochleären Schallempfindungsschwerhörigkeit (Schädigung des Hörnervs, neurale Schwerhörigkeit) werden diese kleinen Intensitätsänderungen nicht erkannt. Das Ergebnis des Tests wird in Prozent der erkannten Lautstärkeerhöhungen angegeben, wobei ein Wert von 60 % und mehr als Zeichen eines Recruitments anzusehen ist, ein Wert von 15 % oder kleiner als Zeichen einer neuralen Schwerhörigkeit.